# Kiwix
Kiwix — пакет свободного программного обеспечения для создания и просмотра ZIM-файлов, разработанный Эммануэлем Энгельхартом и Рено Годеном в 2006 году. В ZIM-файле в сжатом виде находятся логически связанные между собой HTML-страницы (а иногда и образы сайтов целиком) с работающими гиперссылками, изображениями, звуком и видео.
Kiwix работает как автономный веб-браузер со страницами внутри ZIM-файла. Если в этих страницах встречается ссылка на сайт в Интернете (а не на другие страницы внутри этого же ZIM-файла), то Kiwix предлагает открыть эту внешнюю ссылку в обычном браузере. Проект создавался с целью сделать возможным доступ к содержимому Википедии на компьютере, планшете или смартфоне без необходимости подключения к Интернету. Файл ZIM находится во внутренней памяти устройства (флешке, жёстком диске, карте памяти). Файлы ZIM, чтобы обойти ограничение на размер файлов в файловой системе FAT32 (максимум 4 ГБ), могут быть разбиты на более мелкие части. Название формата ZIM или проекта OpenZIM происходит от Zeno IMproved (улучшенный Zeno, формата, который ранее использовался для этой же цели). В ZIM-файлах возможен поиск по названию страниц и полнотекстовый поиск, для осуществления возможности поиска страницы индексируются и индексы помещаются внутрь файла ZIM (в форматах до середины 2018 года индексы нужно было создавать и хранить отдельно во внешних файлах). Логотип программы — птица киви, в названии которой присутствуют те же буквы, что и в слове «вики» — технологии, на которой основано создание и наполнение Википедии.
Программа нацелена на аудиторию с ограниченным доступом к Интернету (например, там, где доступ заблокирован администратором локальной или глобальной сети или государством, где Интернет дорог (например, роуминг), а также на пользователей из мест, где сайт Википедии или весь Интернет недоступен (например, открытое море, при обучении в тюрьмах, далёкие путешествия) или доступ в Интернет очень медленный. Это программное обеспечение изначально разрабатывалось для издания немецкой Википедии на DVD-диске. Как и многое другое свободное обеспечение, работа Kiwix возможна без установки (инсталляции), например, как программу, так и файл ZIM можно носить с собой на флешке и запускать с неё.

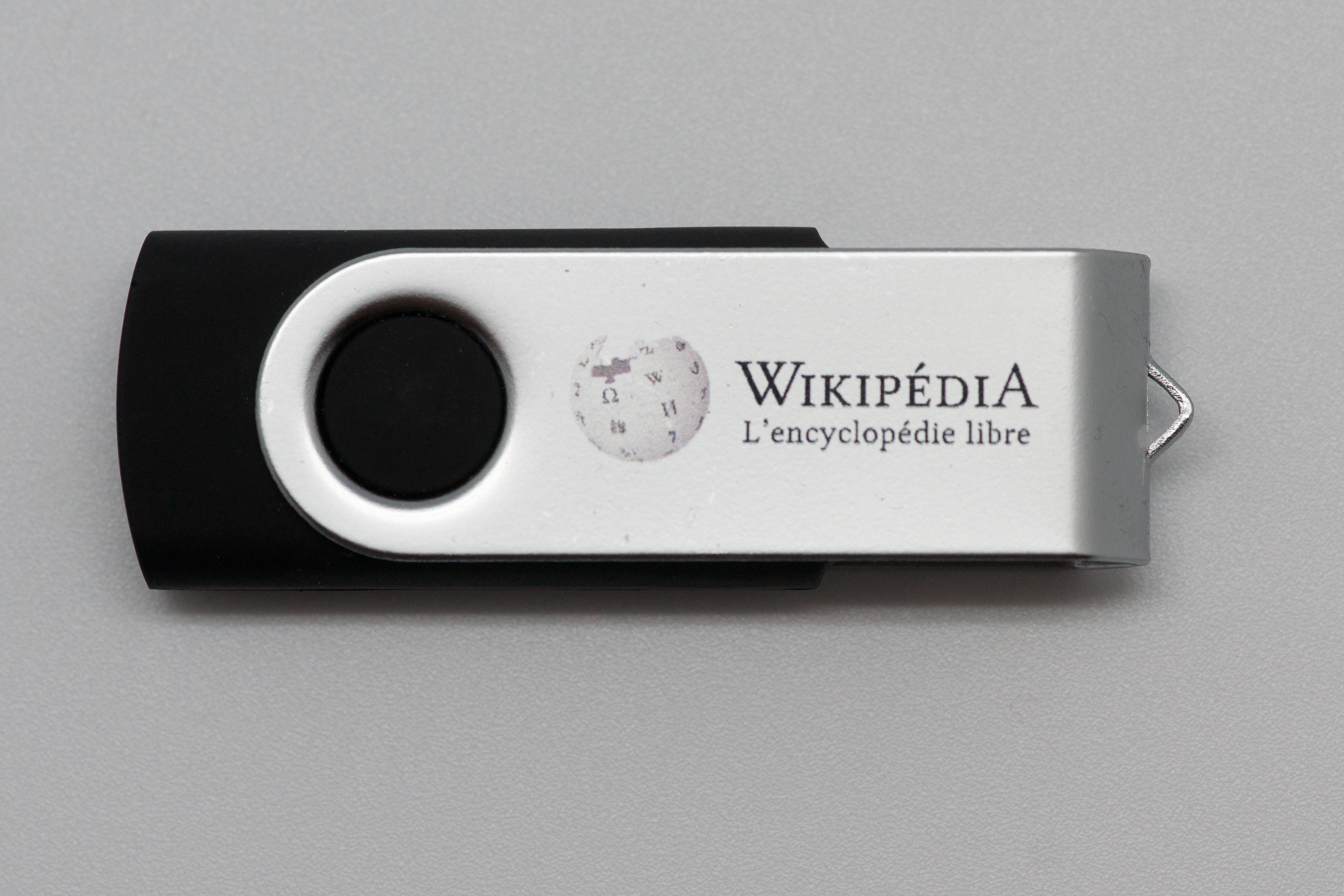
Википедия на флешке в формате Kiwix

Файл в формате ZIM может быть создан из любых локально расположенных в каталоге веб-страничках с помощью утилиты zimwriterfs , которая собирает HTML статичных страниц, изображения, стили и другой контент, затем индексирует, сжимает алгоритмом LZMA2 и складывает внутрь ZIM.
Также ZIM-файлы можно создать с помощью плагина для сайтов из нескольких веб-страниц, работающих на вики-движке Медиавики (ранее такая возможность была и в Википедии с помощью инструмента слева от основной статьи «Создать книгу». Статичный HTML-код можно получать с любого сайта, используя утилиты для выкачивания сайтов из Интернета (менеджеры закачек, например, wget, curl.). Сайт с Википедией плохо поддаётся выкачиванию с помощью менеджеров закачек, так как на нём очень много гиперсылок на страницы на других языках, которые не нужны при работе с локальной Википедией на одном языке, также объём некоторых Википедий достигает десятков гигабайт и создание HTML-файлов занимает долгое время. Для выкачивания Википедии и родственных проектов (Викигид, Викитека, Викицитатник, Викисловарь, Викиновости, Викиверситет, Викиучебник и др.) с изображениями или без в рамках проекта Kiwix создана утилита  mwoffliner, которая некоторое время (от нескольких минут до нескольких суток) выкачивает Википедию на заданном языке и сохраняет эти данные в виде статичных HTML-файлов в каталоге, а изображения со страниц оптимизирует по размеру, затем уже запускается утилита zimwriterfs, которая собирает все эти статичные файлы в один сжатый ZIM-файл. Если в Википедии не оптимизировать изображения, то размер ZIM-файла может быть до нескольких терабайт. ZIM-файл с английской версией Википедии без изображений 2020 года (но со стилями, формулами, гиперссылками) занимает 37 ГБ , с оптимизированными (уменьшенными) изображениями — 79 ГБ, на русском языке, соответственно, 11 и 28 ГБ.

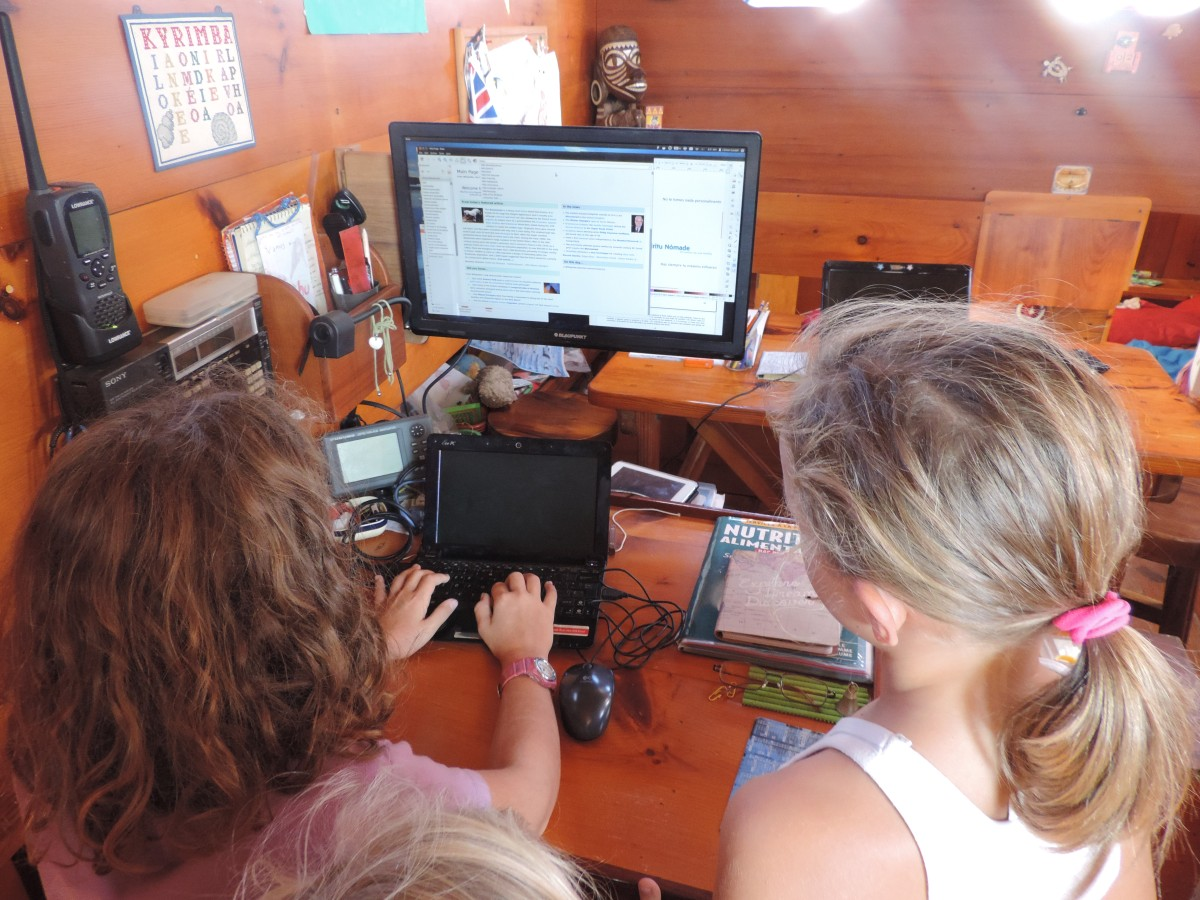
Чтение Википедии при помощи Kiwix на яхте в Тихом океане

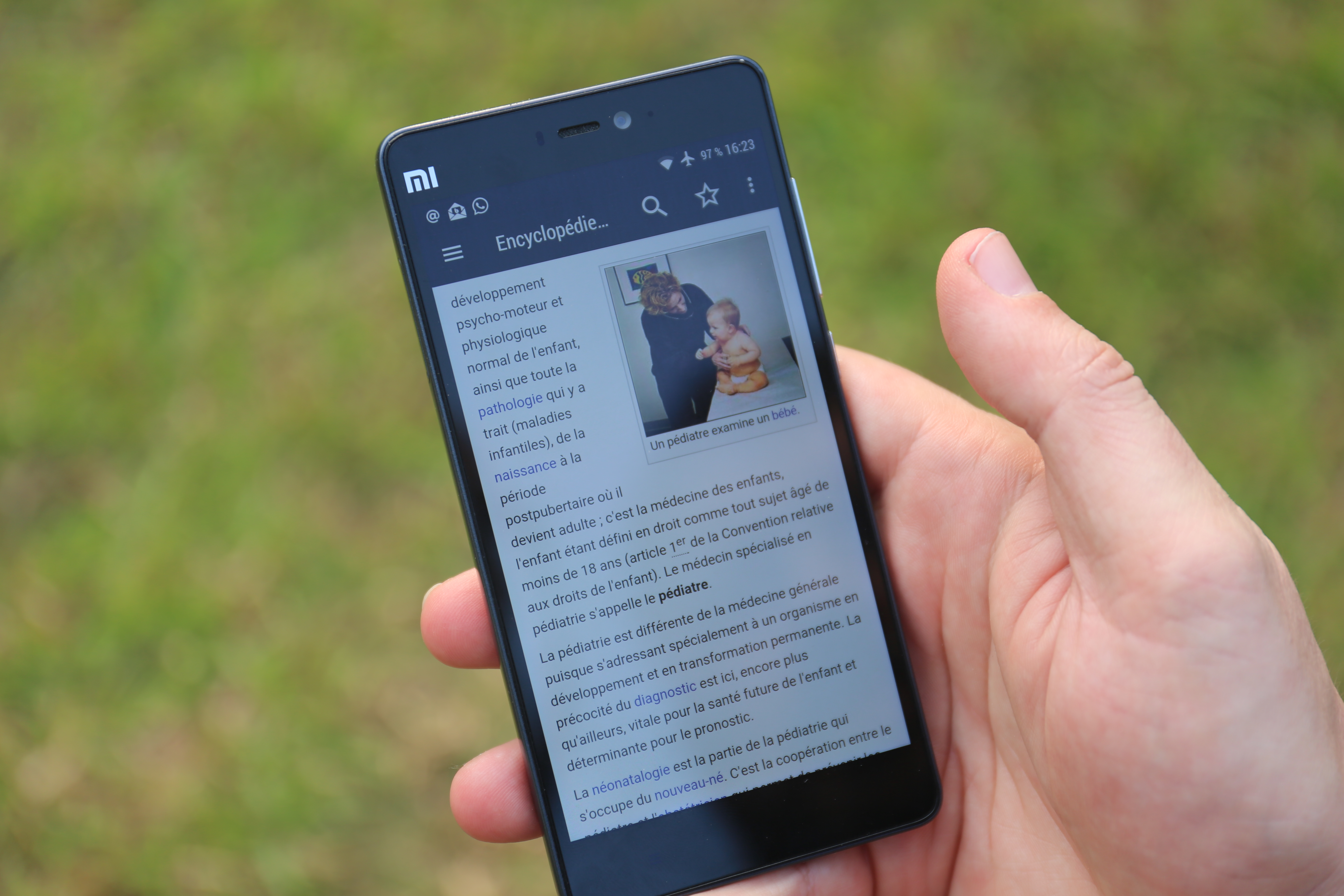
Медицинская Википедия на смартфоне

Имеются сборки программы для Linux, Windows, OS X, Android (версия доступна бесплатно через магазин Google Play, а также в репозитории F-Droid, поддерживается операционная система Android версии 3 и выше), для iOS (программа доступна в  App Store, для  Windows Mobile . Для работы с ZIM-файлами есть расширения для браузеров: Firefox, Chrome (и всех браузеров на его основе) и Edge.
Вместе с Kiwix поставляется служба Kiwix (kiwix-serve), функционирующая как веб-сервер и позволяющая организовать доступ к ZIM-файлам всем компьютерам внутри локальной или глобальной сети.
В рамках проекта Kiwix есть сайт library.kiwix.org, на котором выложены все ZIM-файлы, созданные в рамках этого проекта.
В рамках проекта Kiwix ежемесячно создаются дампы Википедии на множестве языков в формате ZIM. Кроме Википедии (и других проектов Викимедиа, таких как Мета-вики, Викивиды), в формате ZIM на сайте Kiwix доступно и много другого контента (книги из проекта Гутенберг, видеоконференции проекта TED с YouTube и другое). Иногда из очень больших Википедий (миллион статей или больше) делают выжимки по определённой тематике (например, есть ZIM-файлы по математике, физике, химии, компьютерам, медицине из английской Википедии). На базе английской Википедии есть вариант свободной интернет-энциклопедии для школьников с размером 2,3 ГБ.